# Marina García Polo
Marina García Polo (5 dicembre 2004) è una nuotatrice artistica spagnola.

## Palmarès
- Giochi olimpici

Parigi 2024: bronzo nella gara a squadre.
- Mondiali

Fukuoka 2023: oro nella gara a squadre (programma tecnico).
Doha 2024: argento nella gara a squadre programma tecnico
Singapore 2025: bronzo nella gara a squadre (programma tecnico), nella gara a squadre (programma libero) e nel libero combinato
- Europei

Belgrado 2024: oro nella gara a squadre (programma tecnico)
Funchal 2025: oro nella gara a squadre (programma tecnico) e nella gara a squadre (programma libero), bronzo nella gara a squadre (programma acrobatico)
- Giochi europei

Cracovia 2023: oro nella gara a squadre programma tecnico e nella gara a squadra programma libero

### Coppa del Mondo
- 11 podi:
  - 6 vittorie (6 nella gara a squadre)
  - 3 secondi posti (3 nella gara a squadre)
  - 2 terzi posti (2 nella gara a squadre)

#### Coppa del mondo - vittorie
| Data           | Luogo    | Paese   | Disciplina   |
| -------------- | -------- | ------- | ------------ |
| 2 giugno 2023  | Oviedo   | Spagna  | Team tecnico |
| 1 marzo 2025   | Parigi   | Francia | Team tecnico |
| 11 aprile 2025 | Soma Bay | Egitto  | Team libero  |
| 12 aprile 2025 | Soma Bay | Egitto  | Team tecnico |
| 1 maggio 2025  | Markham  | Canada  | Team tecnico |
| 2 maggio 2025  | Markham  | Canada  | Team libero  |